# Oswegatchie
Oswegatchie es un pueblo ubicado en el condado de St. Lawrence en el estado estadounidense de Nueva York. En el año 2000 tenía una población de 4,370 habitantes y una densidad poblacional de 25 personas por km².

## Geografía
Oswegatchie se encuentra ubicado en las coordenadas 44°10′58″N 75°27′55″O / 44.18278, -75.46528.

## Demografía
Según la Oficina del Censo en 2000 los ingresos medios por hogar en la localidad eran de $36,700, y los ingresos medios por familia eran $39,459. Los hombres tenían unos ingresos medios de $31,096 frente a los $23,365 para las mujeres. La renta per cápita para la localidad era de $16,236. Alrededor del 11.6% de la población estaban por debajo del umbral de pobreza.